# Griveta de bec taronja
La griveta de bec taronja (Catharus aurantiirostris) és un ocell de la família dels túrdids (Turdidae).

## Hàbitat i distribució
Habita garrigues, arbusts i sotabosc de les muntanyes des de Sinaloa, a Mèxic, cap al sud fins Nicaragua, nord-oest i sud-oest de Costa Rica, oest de Panamà i, nord i oest de Colòmbia, oest i nord de Veneçuela. També a l'illa de Trinitat.